# Chợ Phạm Văn Hai
Chợ Phạm Văn Hai tọa lạc trên đường Phạm Văn Hai thuộc địa phận Quận Tân Bình, Thành phố Hồ Chí Minh, với diện tích khoảng 11288 m². Chợ được biết đến như là một thiên đường quần áo dành riêng cho phái đẹp, và một điều hết sức thú vị nhất tại đây là mức giá bình dân nhưng chất lượng đồ lại không hề tệ.
Chợ giáp ranh phường 2 và 3 quận Tân Bình với quy mô 1.691 sạp và kiosque, kinh doanh chủ yếu là bán l3, các mặt hàng thiết yếu phục vụ đời sống hàng ngày như lương thực, thực phẩm, vải sợi, quần áo, hàng công nghệ phẩm… nhưng cho đến nay, chợ Phạm Văn Hai được biết đến như là một trong hai chợ thịt heo sỉ lớn, cung cấp khoảng 50% nhu cầu về thịt heo cho thành phố.
Vốn là một khu nghĩa địa, chợ Phạm Văn Hai là kết quả của quá trình thực hiện chủ trương của Ủy ban nhân dân quận Tân Bình về việc xây dựng kỹ thuật hạ tầng và hoàn thiện các khu chợ thuộc quận quản lý để đảm bảo trật tự, an toàn xã hội, đảm bảo vệ sinh môi trường. Theo quy hoạch chung, chợ Phạm Văn Hai sẽ là chợ khu vực của quận, nơi kinh doanh tập trung thay cho các chợ Lăng Cha Cả thuộc phường 2, chợ Ông Tạ thuộc phường 5 và chợ phường 11 (nay là phường 1) quận Tân Bình.
Thực phẩm tươi sống là thế mạnh của chợ với sản lượng tiêu thụ bình quân hàng ngày khoảng 150 tấn thịt heo, 12 tấn thịt trâu bò, hàng trăm tấn rau, củ, quả các loại. Đặc biệt là hiện nay khi thịt gà trở nên khan hiếm do ảnh hưởng của dịch cúm gia cầm, thì chợ Phạm Văn Hai vẫn giữ vững vai trò tiên phong của mình trong việc phục vụ nhu cầu của nhân dân, vì là một trong số rất ít các chợ đầu tiên của cả nước xây dựng được một dây chuyền giết mổ gà sống, đáp ứng đầy đủ quy trình về vệ sinh, an toàn thực phẩm của Bộ Y tế với lượng gà tiêu thụ bình quân 250 con/ngày và lên đến hơn 500 con/ngày vào những ngày nghỉ, ngày lễ.